# Thecla grisea
Thecla grisea är en fjärilsart som beskrevs av Abel Dufrane 1939. Thecla grisea ingår i släktet Thecla och familjen juvelvingar. Inga underarter finns listade i Catalogue of Life.